# Eketāhuna
Eketāhuna ist ein kleines Dorf im Tararua District der Region Manawatū-Whanganui auf der Nordinsel von Neuseeland.

## Namensherkunft
Als der Ort 1872 gegründet wurde, nannte er sich Mellenskov, wurde aber kurze Zeit später in Eketahuna umbenannt. Der Name Eketāhuna kommt aus der Māori-Sprache und bedeutet übersetzt „auf eine Sandbank auflaufen“.

## Geographie
Das Dorf liegt rund 35 km nördlich von Masterton direkt am New Zealand State Highway 2, der den Ort mit Dannevirke im Norden verbindet. Der Ort ist eingebettet in der weiten Ebene des Mākākahi River und bis zu den östlichen Ausläufern der Tararua Range sind es rund 10 km. Durch den Ort verläuft auch die Eisenbahnverbindung der Palmerston North–Gisborne Line, die Eketāhuna mit dem Wirtschaftsraum um Wellington im Süden, über Palmerston North mit Auckland und nach Nordosten mit der Ostküste der Nordinsel verbindet.

## Geschichte
In den Jahren 1870 und 1872 kamen viele skandinavische Siedler in die Gegend um Masterton, lebten dort für eine kurze Zeit und zogen nordwärts. Einige von ihnen waren an der Gründung des Ortes Eketāhuna 1872 beteiligt. Sie rodeten den Busch und machten das Land zu Farmland. Am 8. April 1889 erreichte die Eisenbahnlinie den Ort, was ihm zu einem wirtschaftlichen Aufschwung verhalf. Im Jahr 1907 wurde Eketāhuna dann schließlich den Status einer Borough verliehen. Mit der späteren Neuordnung der Verwaltungen und Distrikte des Landes, verlor der Ort seine eigenständige Verwaltung und wurde damit bedeutungsloser.

## Bevölkerung
Zum Zensus des Jahres 2013 zählte der Ort 444 Einwohner, 2,6 % weniger als zur Volkszählung im Jahr 2006.

## Persönlichkeiten
- Murray Halberg (1933–2022), Leichtathlet